# Cégep à distance
 (octobre 2013).
Si vous disposez d'ouvrages ou d'articles de référence ou si vous connaissez des sites web de qualité traitant du thème abordé ici, merci de compléter l'article en donnant les références utiles à sa vérifiabilité et en les liant à la section « Notes et références ».
Le Cégep à distance (anciennement orthographié Cégep@distance) est un CÉGEP destiné à développer et offrir la formation à distance de niveau collégial en complémentarité avec le réseau collégial. Sa mission est d'assurer à la société québécoise l'accessibilité à la formation de niveau collégial par l'enseignement à distance à une population étudiante diversifiée dont une partie lui est confiée par les collèges du réseau. Il est membre du réseau des collèges publics au sein duquel il joue un rôle complémentaire, et est également partenaire du réseau des collèges privés.

## Historique
Le ministère de l'Éducation confie au Cégep de Rosemont en 1991 le mandat de gérer et de développer la formation à distance pour desservir l'ensemble du réseau collégial. C’est dans ce cadre que le Centre collégial de formation à distance (CCFD) est créé. En 2002, Le CCFD change de nom pour devenir le Cégep@distance puis en 2013, le Cégep à distance.      

### Mandat
Le Cégep à distance a pour principale fonction de dispenser par formation à distance des cours et des programmes d’études collégiales menant à un diplôme d'études collégiales (DEC) ou à une attestation d'études collégiales (AEC), et ce, tant au Québec qu’à l’extérieur du Québec. Il peut également réaliser des études et des recherches en formation à distance ou développer une offre de cours et de services en anglais .

## Clientèle
Le Cégep à distance accueille des étudiants qui s’inscrivent directement au Cégep à distance afin de suivre leurs cours de la formation générale (formation commune à tous les DEC) ou leurs cours complémentaires afin d’obtenir leur DEC d'obtenir les préalables afin d’accéder à l’université ou d'obtenir un DEC ou une AEC afin d’accéder au marché du travail ou de réorienter leur carrière; ainsi que les étudiants qui sont inscrits dans un autre collège et qui émet une autorisation d'études en partenariat (commandite) afin qu’ils puissent s’inscrire simultanément au Cégep à distance.

## Quelques faits et chiffres
En 2023, près de 150 cours étaient offerts et près de 16 000 étudiants se sont inscrits à un total de plus de 28 000 cours.